# اشلایتال
اشلایتال (به فرانسوی: Schleithal) یک کمون در فرانسه با جمعیت ۱٬۴۷۴ نفر است که در Canton of Wissembourg واقع شده‌است.